# Włodzimierz Matuszyński
Włodzimierz Matuszyński (ur. 8 sierpnia 1948 w Poznaniu) – polski hokeista na trawie, trener, działacz sportowy, olimpijczyk z Monachium 1972.

## Życiorys
Absolwent Zespołu Szkół Geodezyjno-Drogowych im. Rudolfa Modrzejewskiego w Poznaniu (1968).
Zawodnik poznańskich klubów: Grunwaldu i Pocztowca grający na pozycji pomocnika. Mistrz Polski w latach 1966 (Grunwald Poznań), 1979, 1981–1983 (Pocztowiec).
W reprezentacji Polski rozegrał 67 spotkań zdobywając 4 bramki. Uczestnik mistrzostw świata w roku 1975 rozegranych w Kuala Lumpur oraz mistrzostw Europy w roku 1974 rozegranych w Madrycie, podczas których Polska drużyna odpadła w ćwierćfinale.
Na igrzyskach olimpijskich w 1972 roku był członkiem drużyny, która zajęła w turnieju 11. miejsce
Po zakończeniu kariery sportowej został trenerem i działaczem sportowym. W latach 1984–1987 był trenerem Pocztowca Poznań. Od 1992 roku członek zarządu PZHT.